# Makrokylindrus (Makrokylindrus) abyssalis
Makrokylindrus (Makrokylindrus) abyssalis is een zeekommasoort uit de familie van de Diastylidae. De wetenschappelijke naam van de soort is voor het eerst geldig gepubliceerd in 2014 door Mühlenhardt-Siegel.